# Окросопели
Окросопели (груз. ოქროსოფელი) — село в Грузии, на территории Карельского муниципалитета края (мхаре) Шида-Картли.

## География
Село находится в центральной части Грузии, на северном склоне Триалетского хребта, к югу от реки Куры, на расстоянии приблизительно 9 километров (по прямой) к западо-юго-западу от города Карели, административного центра муниципалитета. Абсолютная высота — 866 метров над уровнем моря.

## Население
По результатам официальной переписи населения 2014 года в Окросопели проживало 10 человек (6 мужчин и 4 женщины). В национальной структуре населения грузины составляли 50 %, осетины — 50 %.
| Год  | Население, человек |
| ---- | ------------------ |
| 2002 | 31                 |
| 2014 | ↘ 10               |